# حمید پناهی
حمید پناهی (بهمن ۱۳۳۴ – ۲۹ خرداد ۱۳۹۳) نوازنده پیانو، آهنگساز و خواننده اهل ایران بود. او بازرس کانون خوانندگان کلاسیک خانه موسیقی ایران بود.
حمید پناهی در جوانی نواختن پیانو، آواز و آهنگسازی را آموخت و سال‌ها در کنار واروژان به فعالیت‌های هنری پرداخت. او از نخستین هنرمندانی بود که همزمان با آغاز فعالیت‌های موسیقی پاپ پس از انقلاب ۱۳۵۷ در ایران، به آموزش هنرجویان در این زمینه مشغول شد. امیر تاجیک، سارا نائینی و ندا آقاسلطان (که در زمان کشته‌شدندش در کنار او بود) از جمله شاگردان پناهی بودند. او در ۲۹ خرداد سال ۱۳۹۳ در تهران درگذشت و ۱ تیر در زادگاهش، ساری به خاک سپرده شد.

## زندگی‌نامه
با نام اصلی «میرحمید پناهی شاد»، در بهمن ۱۳۳۴ در ساری متولد شد. او نواختن پیانو را نزد امانوئل ملیک آصلانیان و آواز را نزد «جوا کینتو جانینی» آموخت. او در زمینهٔ آهنگسازی از آموزش‌های حسین ناصحی بهره برد و موسیقی پاپ را نزد واروژان فرا گرفت و مدت‌ها به عنوان دستیار با واروژان همکاری نمود. وی در دههٔ ۱۳۷۰ هم‌زمان با آغاز دوبارهٔ فعالیت‌های موسیقی پاپ، از جمله نخستین مُدرسان آواز پاپ در ایران بود و به آموزش شاگردان و هنرجویان بسیاری در این زمینه پرداخت که امیر تاجیک و سارا نائینی از آن جمله‌اند. حمید پناهی در حیطهٔ آهنگسازی نیز آثاری را خلق نمود که از میان آثارش می‌توان به آلبوم موسیقی «دو سایه» اشاره نمود که در نیمه دوم دهه ۱۳۷۰ از سوی وزیر ارشاد وقت، مورد تقدیر قرار گرفت. او با هنرمندانی نظیر: اسفندیار قره‌باغی، رشید وطن دوست، عارف عارف‌کیا، آرش آوین، ثمین وطن‌دوست، عباس شاد کمالی، وحید عزلتی، حمید عرفان، گروه آراکس و … همکاری داشت.
حمید پناهی همچنین، معلم موسیقی ندا آقاسلطان، از کشته‌شدگان اعتراضات به نتیجه انتخابات دهم ریاست‌جمهوری ایران بود که در هنگام جان‌باختن وی، در کنار او بود.
در بهمن ۱۳۹۳، مراسم بزرگداشت حمید پناهی به همراه گورگن موسسیان و ساکو قوکاسیان در خانه هنرمندان ایران برگزار شد.

## آثار هنری
از جمله آثار هنری حمید پناهی، به موارد زیر می‌توان اشاره نمود:
- آهنگسازی، تنظیم و ترانه‌سرایی آلبوم موسیقی «دو سایه» به خوانندگی آرش آوین[۲]
- آهنگسازی، تنظیم و ترانه‌سرایی قطعهٔ «دانای توس» به خوانندگی اسفندیار قره‌باغی، رشید وطن‌دوست و حمید پناهی با نوازندگی آندره آرزومانیان (به مناسبت حضور تیم فوتبال ایران در جام جهانی ۲۰۰۶)[۱۰][۲]
- نوازندهٔ پیانو «رسیتال آواز» به همراه شهرام اسلامی، رشید وطن‌دوست، خسرو محصوری و خسرو امیری (فرهنگسرای نیاوران ۱۳۸۲)[۱۱]
- خوانندهٔ کنسرت «شب آواز» به همراه رشید وطن‌دوست، اسفندیار قره‌باغی و بابک اقدسی (تالار وحدت ۱۳۸۳)[۱۲]
- خواننده و نوازندهٔ پیانو کنسرت «طنین ماندگار» به همراه انوشیروان روحانی، اسفندیار قره‌باغی، رشید وطن‌دوست و فیروز ویسانلو (تالار وحدت ۱۳۸۷)[۱۳][۱۴][۱۵]
- خوانندهٔ کنسرت گروه موسیقی «ثمین» به همراه رشید وطن‌دوست، پدرام مرندیز و فتح‌الله صارمی (تالار وحدت ۱۳۹۰)[۱۶]
- خوانندهٔ کنسرت گروه موسیقی «سهند» به همراه رشید وطن‌دوست (تالار وحدت ۱۳۹۱)[۱۷]

## درگذشت
حمید پناهی در ۲۹ خرداد ۱۳۹۳ بر اثر سکتهٔ قلبی در منزلش، در تهران درگذشت. مراسم تشییع پیکر او که ابتدا قرار بود از مقابل تالار وحدت تهران به سمت قطعهٔ هنرمندان بهشت زهرا برگزار شود، لغو شد و ۱ تیر ۱۳۹۳ در ساری برگزار و به خاک سپرده شد.